# Microprose
Softwarefirmaet Microprose blev oprindelig grundlagt af Sid Meier og Bill Stealey i 1982. Firmaet er kendt for at have produceret spil som Civilization, Microprose Soccer og mange andre computerspil til forskellige platforme som Commodore 64, Amiga og PC.
I 1998 blev Microprose opkøbt af Hasbro Interactive for 70 millioner dollars, der selv, i januar 2001, blev opkøbt af Infogrames Entertainment SA (IESA) for 100 millioner dollars.